# Leuciscus danilewskii
Leuciscus danilewskii és una espècie de peix de la família dels ciprínids i de l'ordre dels cipriniformes.
Poden assolir els 22 cm de longitud. Viuen a la conca del riu Don.